# Увабаки
Увабаки (яп. 上履き) — разновидность японской обуви, которую носят дома, в школах или в некоторых фирмах и публичных зданиях, где уличная обувь запрещена.

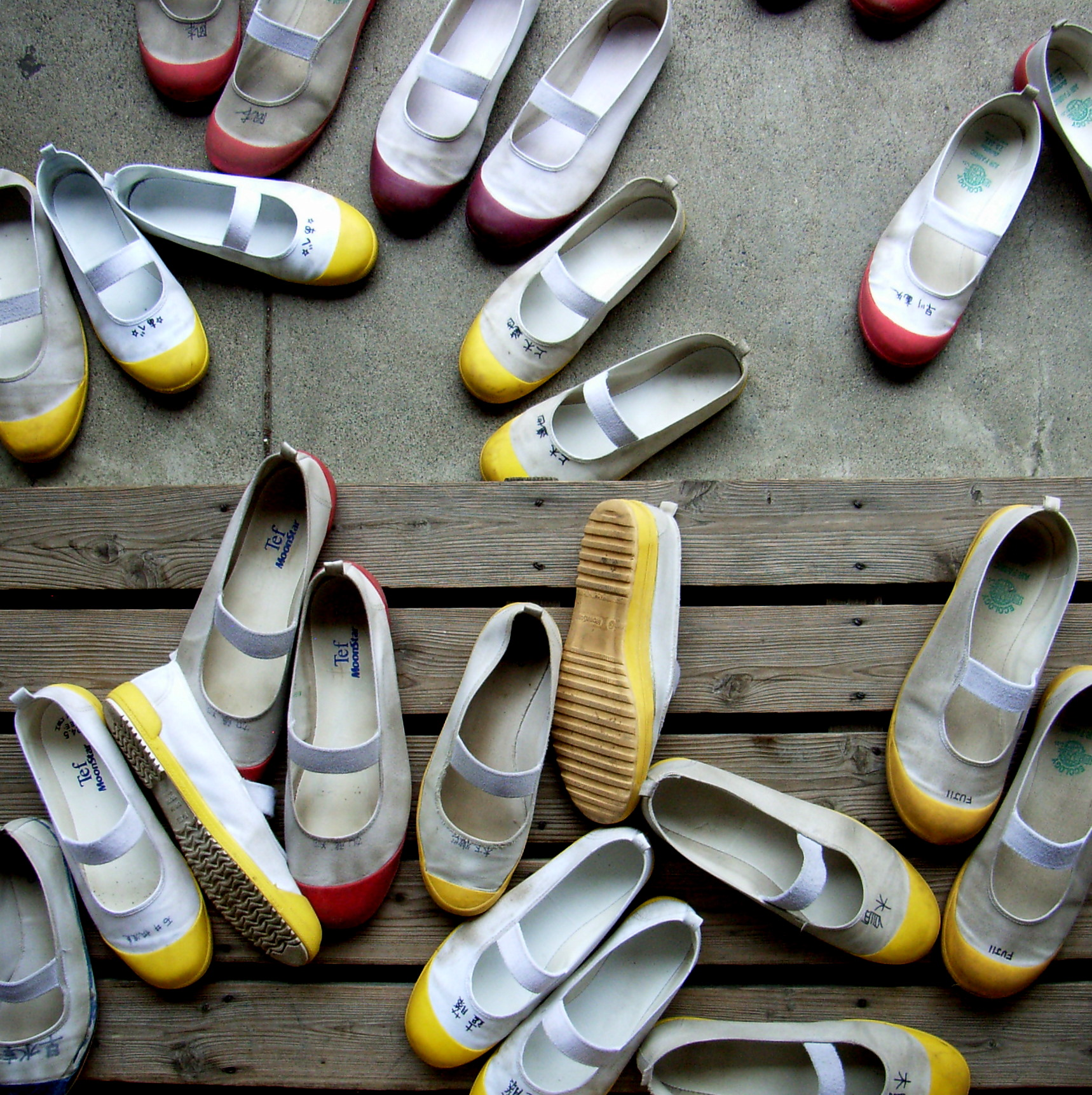
Увабаки

В японской традиции принято снимать обувь, входя в дома и другие здания, особенно если там есть ковры, полированные деревянные полы или татами. Увабаки представляют собой лёгкую, гибкую обувь, которую легко снимать и надевать. Их не носят на улице, чтобы подошва всегда оставалась чистой, благодаря чему чистка полов сводится к минимуму.
Во всех школах возле входа стоят гэтабако с отсеком для каждого студента, где он или она могут оставить свои увабаки. Часто по цветным носочкам увабаки можно определить год обучения студента; базовый цвет увабаки — всегда белый.

## Южная Корея
В Южной Корее аналогичная обувь называется «сильнэхва» (실내화). Они также используются в школах, больницах и других подобных учреждениях; однако они менее типичны для жилых домов (где предпочитают ходить босиком или в носках).